# متشکرم (فیلم ۲۰۲۲)
متشکرم (انگلیسی: Thank You) یک فیلم عاشقانه تلوگو زبان، محصول سال ۲۰۲۲ هند است که بر اساس داستانی نوشتهٔ بی.وی.اس. راوی ساخته شده و کارگردانی آن را ویکرام کومار برعهده شده‌است. این فیلم توسط دیل راجو و سیریش تحت نشان سری ونکاتسوارا کریشنز تهیه شده‌است. بازیگران اصلی فیلم را نگا چایتانیا، راشی خانا، مالاویکا نایر، آویکا گور و سای سونشانت ردی تشکیل داده‌اند.
فیلم متشکرم در ۲۲ ژوئیه ۲۰۲۲ به اکران درآمد. این فیلم، نقدهای منفی منتقدان را در پی داشت و در گیشه با شکست تجاری مواجه شد.